# Frankfurter Wachensturm
El Frankfurter Wachensturm (en alemán: carga de la casa de guardia de Frankfurt) el 3 de abril de 1833 fue un intento de iniciar una revolución en Alemania.

## Eventos
Unos 50 estudiantes atacaron a los soldados y policía de las oficinas de la Policía de Frankfurt en el Hauptwache y la Konstablerwache para intentar obtener el control sobre el tesoro de la Confederación Germánica para iniciar una revolución en todos los estados alemanes. Sin embargo, debido a que el complot había sido traicionado a la policía, fue fácil vencer a los atacantes.
El ataque fue organizado por estudiantes, la mayoría de ellos miembros del Burschenschaft, Gustav Körner y Gustav Bunsen, un profesor y otros.

## Desenlace
Después del ataque fracasado, al menos ocho de los involucrados, Gustav Körner, George Bunsen, Gustav Bunsen, Henry Abend, Theodore Engleman, Georg Neuhoff y Adolph Berchelman huyeron a Belleville, Illinois. Gustav Körner fue después Teniente Gobernador de Illinois. Gustav Bunsen murió sirviendo a Sam Houston en Texas, y George Bunsen se convirtió en superintendente de escuelas en el Condado de St. Clair, Illinois.
Este grupo de revolucionarios de los años 1830, llamados en alemán los Dreißiger, fueron predecesores de los "del cuarenta y ocho" que tuvieron que emigrar tras las revoluciones de 1848.

### en alemán
- Foerster, Cornelia: Der Preß- und Vaterlandsverein von 1832/33. Sozialstruktur und Organisationsformen der bürgerlichen Bewegung in der Zeit des Hambacher Festes, Trier 1982 (= Trierer historische Forschungen, Bd. 3).
- Gerber, Harry: Der Frankfurter Wachensturm vom 3. April 1833. Neue Beiträge zu seinem Verlauf und seiner behördlichen Untersuchung, in: Paul Wentzcke (Hg.): Quellen und Darstellungen zur Geschichte der Burschenschaft und der deutschen Einheitsbewegung, Bd. 14, Berlin 1934, S. 171–212.
- Heer, Georg: Geschichte der Deutschen Burschenschaft, Bd. 2: Die Demagogenzeit 1820–1833, Heidelberg 1927, 2. Aufl. 1965 (= Quellen und Darstellungen zur Geschichte der Burschenschaft und der deutschen Einheitsbewegung, Bd. 10), S. 291–302.
- Jakob, Josef: Die Studentenverbindungen und ihr Verhältnis zu Staat und Gesellschaft an der Ludwigs-Maximilian-Universität Landshut/München von 1800 bis 1833, Diss. phil. Fernuniversität Hagen 2002, S. 179–181, 206–209, 211–217.
- Kaupp, Peter: „Bezüglich revolutionärer Umtriebe“. Burschenschafter im „Schwarzen Buch“ (1838). Ein Beitrag zur Sozialstruktur und zur Personengeschichte des deutschen Frühliberalismus, in: Horst Bernhardi, Ernst Wilhelm Wreden (Hg.): Jahresgabe der Gesellschaft für burschenschaftliche Geschichtsforschung 1980/81/82, o. O. (Bad Nauheim) 1981, S. 73–99.
- Kopf, Sabine: Studenten im deutschen Press- und Vaterlandsverein – Zum Verhältnis von Burschenschaften und nichtstudentischer bürgerlicher Opposition 1832/33, in: Helmut Asmus (Hg.): Studentische Burschenschaften und bürgerliche Umwälzung. Zum 175. Jahrestag des Wartburgfestes, Berlin 1992, S. 185–196.
- Leininger, Franz, Herman Haupt: Zur Geschichte des Frankfurter Attentats, in: Herman Haupt (Hg.): Quellen und Darstellungen zur Geschichte der Burschenschaft und der deutschen Einheitsbewegung, Bd. 5, Heidelberg 1920, S. 133–148.
- Lönnecker, Harald: „Unzufriedenheit mit den bestehenden Regierungen unter dem Volke zu verbreiten“. Politische Lieder der Burschenschaften aus der Zeit zwischen 1820 und 1850, in: Max Matter, Nils Grosch (Hg.): Lied und populäre Kultur. Song and Popular Culture, Münster, New York, München, Berlin 2004 (= Jahrbuch des Deutschen Volksliedarchivs Freiburg i. Br., Bd. 48/2003), S. 85–131.
- Polster, Georg: Politische Studentenbewegung und bürgerliche Gesellschaft. Die Würzburger Burschenschaft im Kräftefeld von Staat, Universität und Stadt 1814–1850, Heidelberg 1989 (= Darstellungen und Quellen zur Geschichte der deutschen Einheitsbewegung im neunzehnten und zwanzigsten Jahrhundert, Bd. 13), S. 192 f., 198–203, 207–214, 229 f., 247–259.
- Roeseling, Severin: Burschenehre und Bürgerrecht. Die Geschichte der Heidelberger Burschenschaft von 1824 bis 1834, Heidelberg 1999 (= Heidelberger Abhandlungen zur mittleren und neueren Geschichte, Bd. 12), S. 150–235, 244–289, 296–312, 315–321, 324–329.

### en inglés
- Rudolph L. Biesele, The History of the German Settlements in Texas, 1831–1861 (Austin: Von Boeckmann-Jones, 1930; rpt. 1964).
- William Goetzmann, ed., The American Hegelians: An Intellectual Episode in the History of Western America (New York: Knopf, 1973).
- Minetta Altgelt Goyne, A Life among the Texas Flora: Ferdinand Lindheimer's Letters to George Engelmann (College Station: Texas A&M University Press, 1991).
- Glen E. Lich and Dona B. Reeves, eds., German Culture in Texas (Boston: Twayne, 1980).
- Carl Wittke, Refugees of Revolution: The German Forty-Eighters in America (Philadelphia: University of Pennsylvania Press, 1952).